# Torques

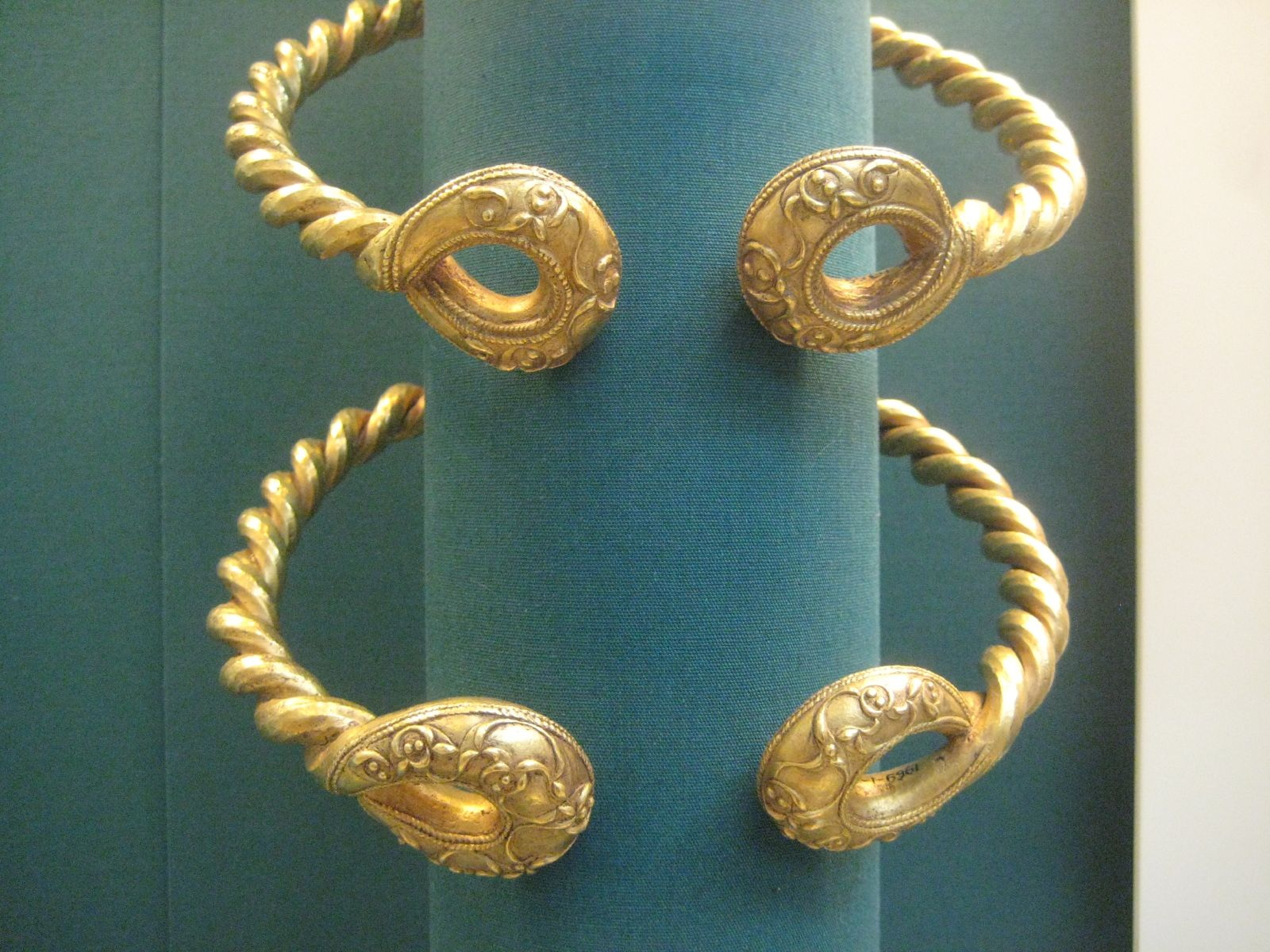
Arany nyakperec az ipswichi kincsleletből

A kelták egyik legfontosabb ékszere a nyakperec, ókori nevén a torques.

## Elnevezés
Nevének eredete a latin torqueo (tekerni) szóból származik, utalva az ékszer eredetileg jellemző, tekert formájára.

## Fejlődése a státusszimbólumtól a mitológiai ékszerig
Nem kelta eredetű, Perzsiából, és szkíta vagy bronzkori európai sírokból is kerültek elő ilyen ékszerek. 
A keltáknál az időszámításunk előtt az V. század közepétől fordul elő. 
A kezdeti időszakban (i.e. V–IV. sz., La Tène-korszak) aranyból készült és komoly művészi értéket képviselt. E korban a torques két vége gazdagon – növényi vagy maszkszerű motívumokkal – díszített. 
Ez a típus idővel mindenhol feltűnik, ahol felbukkantak a kelták. 
Funkciója ebben az időszakban a társadalmi státusz jelzése volt, vezetők viselték.
Nép ékszerré sosem vált (bár a későbbiekben bronzból is készítették), mindvégig megmaradt a vezetők, harcosok és előkelő nők ékszerének.
Státuszjelző szerepében a II. század környékén változás következett be, ezen időszaktól lassan a vallási-mitológiai területen tett szert jelentőségre. 
A változás legfontosabb jele az, hogy e kortól kezdve gyakran tűnik fel az istenek, héroszok szobrain, vagy az őket ábrázoló domborműveken és kultikus üstökön, erősen stilizált formában.

## Anyaga, technológia
Míg a kezdetekkor az arany volt az uralkodó fém, később megjelent az ezüst és a nemesfém-ötvözetek (elektron - arany és ezüst ötvözete, végül pedig a bronz. 
Eredetileg több ágból fonták, később üreges vagy tömör rúdból vagy rudakból készítették, a fent említett, erősen díszített zárógömbbel.

## Lelőhelyek
A teljesség igénye nélkül:
- Prága-Zábehlice (Csehország, bronz)
- Trichtingen (Németország, ezüst)
- Waldalgesheim (Németország, arany)
- Filottrano (Olaszország, arany)
- Courtisols (Franciaország, bronz)